# Katja Windt
Katja Windt (* 4. Juni 1969 in Bonn) ist seit dem 1. April 2018 Mitglied der Geschäftsführung bei der SMS group GmbH, einem Systemanbieter von Anlagen, Maschinen und Services für die Herstellung und Verarbeitung von Stahl, Aluminium und NE-Metallen mit Sitz in Düsseldorf. Zuvor war sie Professorin für Global Production Logistics an der und Präsidentin der Jacobs University Bremen. Für ihre wissenschaftlichen Leistungen wurde sie mehrfach ausgezeichnet.

## Biografie
Windt absolvierte ihr Studium des Maschinenbaus mit Schwerpunkt Produktionstechnik an der Leibniz Universität Hannover. Als Visiting Scholar verbrachte sie ein Jahr am Massachusetts Institute of Technology in den USA. 2000 promovierte sie zum Dr.-Ing. am Institut für Fabrikanlagen und Logistik (IFA) in Hannover und wechselte danach an die Universität Bremen. Dort war sie als Abteilungsleiterin am Institut für Produktion und Logistik (BIBA) und als Teilprojektleiterin im Sonderforschungsbereich (SFB) 637, Selbststeuerung logistischer Prozesse, tätig.
Im Februar 2008 wurde sie zur Professorin für den Lehrstuhl Global Production Logistics im internationalen Studiengang International Logistics Engineering and Managemant an die private Jacobs University Bremen in Bremen berufen. Ihr Lehrgebiet umfasste die Logistik als ganzheitliche Planung und Steuerung von logistischen Prozessen. In ihrer Forschung befasste sie sich mit der Entwicklung von Planungs- und Steuerungsmethoden für die Produktion industrieller Güter in globalen Netzstrukturen, wobei die gesamte Wertschöpfungskette von der Beschaffung von Rohmaterialien über die Produktion bis zur Auslieferung der Produkte zum Kunden, insbesondere in der Automobilproduktion, im Fokus steht.
Seit Mai 2011 ist sie Mitglied im Aufsichtsrat der Deutschen Post AG und seit 11. Mai 2012 Mitglied im Aufsichtsrat der Fraport AG.
2013 rückte Windt als Provost und Vice-President in die Führung der Jacobs University auf, um zusammen mit Heinz-Otto Peitgen die Universität zu leiten 2014 wurde sie als Nachfolgerin Peitgens Präsidentin der Jacobs University. Dort ist sie seit 2018 Honorarprofessorin für Globale Produktionslogistik. Im Januar 2018 wechselte sie als Chief Digital Officer in die Geschäftsführung der SMS group GmbH.
Windt ist verheiratet und hat drei Kinder.

## Auszeichnungen
Im Jahr 2004 wurde Katja Windt gemeinsam mit Jörg Müssig als erste Ingenieure in die Junge Akademie der Berlin-Brandenburgischen Akademie der Wissenschaften und der Deutschen Akademie der Naturforscher Leopoldina berufen. Im Jahr 2006 war sie Sprecherin der Jungen Akademie.
Im Juli 2008 wurde sie von der Alfried Krupp von Bohlen und Halbach-Stiftung in Essen mit dem Alfried-Krupp-Förderpreis für junge Hochschullehrer 2008 ausgezeichnet. Der mit einer Million Euro dotierte Preis, der zur Förderung ihrer Forschung dient und über fünf Jahre verteilt ausgezahlt wird, wurde Windt im Februar 2009 übergeben.
Im November 2008 wurde sie vom Deutschen Hochschulverband zur Hochschullehrerin des Jahres gekürt.
Windt ist zudem Mitglied der Deutschen Akademie der Technikwissenschaften (Acatech). Im März 2016 wurde sie zum Mitglied (Matrikel-Nr. 7684) der Leopoldina gewählt.

## Publikationen (Auswahl)
- Engpaßorientierte Fremdvergabe in Produktionsnetzen. VDI-Verlag, Düsseldorf 2001 (Fortschritt-Berichte VDI, Reihe 2, Nr. 579), ISBN 3-18-357902-2 (zugl. Diss., Univ. Hannover 2001)
- Optimierung von Lager- und Distributionsstrukturen in Logistiknetzen am Beispiel eines weltweit agierenden Maschinenbauers. In: Wissenschaftssymposium Logistik der BVL 2002. Huss-Verlag, München 2002, S. 235–251.
- Vollständige Publikationsliste auf der Webseite der Arbeitsgruppe